# Armenier in Georgien
Armenier in Georgien (georgisch სომხები Somchebi, armenisch Վրացահայեր Wrazahajer) sind ethnische Armenier, die im Nachbarland Georgien leben. Gegenwärtig leben 248.929 Armenier in Georgien, 82.586 davon in der Hauptstadt Tiflis. Das sind 5,7 Prozent der Bevölkerung Georgiens. In der Region Samzche-Dschawachetien, die an Armenien grenzt, bilden sie mit etwa 54 % die Mehrheit. In Abchasien (siehe Armenier in Abchasien) stellen die Armenier seit Ende des 19. Jahrhunderts einen prozentual noch bedeutenderen Bevölkerungsanteil, 2011 waren es dort 17,3 % Prozent. Anfang des 20. Jahrhunderts galt Konstantinopel als Zentrum der Westarmenier und Tiflis als Zentrum der Ostarmenier. Eine Besonderheit im Verhältnis zwischen Armeniern und Georgiern besteht darin, dass zwar viele Armenier in Georgien, aber kaum Georgier in Armenien leben.

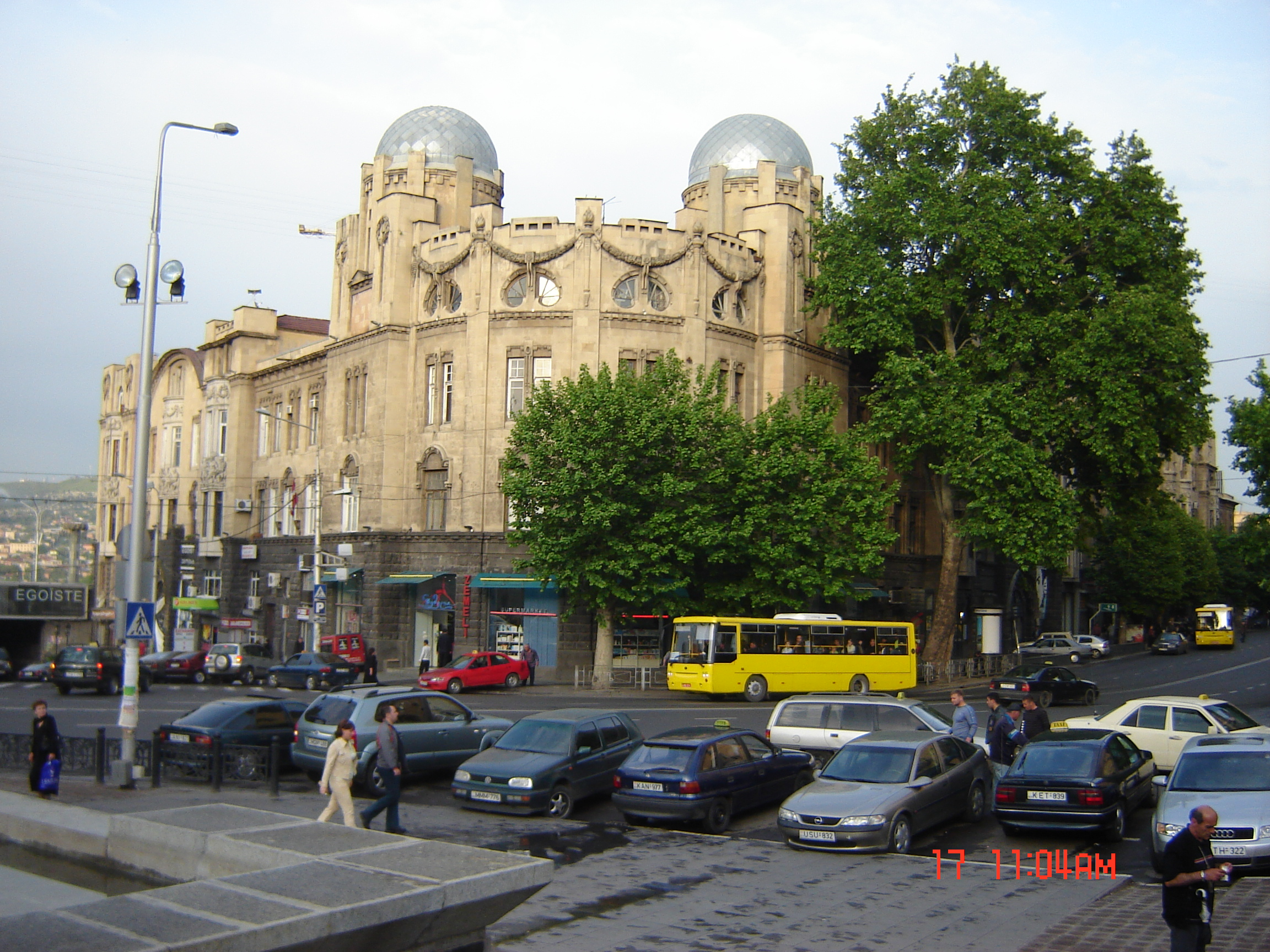
Das Haus von Melik-Azaryants in Tiflis

## 16. Jahrhundert
Im 16. Jahrhundert begannen sich Armenier in Georgien anzusiedeln, da sie in ihrem Land durch fremde Herrscher unterdrückt wurden und Schutz im Ausland suchten. Georgien mit seiner christlichen Tradition war ein beliebtes und naheliegendes Migrationsziel für Armenier, die dort weder national noch religiös verfolgt wurden. Gezielt siedelte König Erekle II. von Kartlien und Kachetien im 18. Jahrhundert mehrere armenische Familien in Lori an.

## 19. Jahrhundert
Im 18. und 19. Jahrhundert investierten reiche armenische Kaufleute, Juweliere und Ölindustrielle in ihre Geschäfte in Georgien und halfen beim Bau von Kulturzentren und Schulen. Gleichzeitig erhöhte sich die Anzahl der übersiedelten Armenier beständig, sodass zu Beginn des 19. Jahrhunderts ihnen die Anzahl der Georgier in Tiflis weit unterlegen war. Begünstigt wurde die Entwicklung, da für das Zarentum Russland in der Region Randgebiete lagen, das georgische Gebiet war organisatorisch der Tifliser Militärbezirk, Armenien der Jerewaner. Tblissi wurde so ein kulturelles Zentrum der Ostarmenier, der „arewelahajer“, oder üblicherweise Russisch-Armenier oder „rusahajer“ genannt, im Gegensatz zu Istanbul im Osmanischen Reich, das zum kulturellen Zentrum der Westarmenier, den „arewmedahajer“, wurde, die in jener Zeit üblicherweise als „Türkisch-Armenier“ „terkahajer“ bezeichnet wurden.
1804 übersiedelten rund 2000 Armenier aus dem persischen Khanat Eriwan nach Tiflis. Zwischen 1807 und 1808 wanderten 338 armenische Familien (1906 Personen) nach Tiflis aus, hinzu kamen 428 (2140 Personen) Familien aus Bergkarabach, die sich in dem von Kaukasiendeutschen bewohnten Katharinenfeld ansiedelten. Zwischen 1829 und 1831 siedelte die russische Regierung rund 34.000 Armenier zwangsweise in Achalziche und Achalkalaki im Gouvernement Kutaissi an. Rund 5000 mussten in die Region Bortschali im Gouvernement Tiflis ziehen. Sie stammten aus der Provinz Erzurum, die von Russland 1829 erobert, im Frieden von Adrianopel aber wieder an das Osmanische Reich zurückgegeben werden musste. Die Rolle der beiden Gebiete für die russische Zentralregierung in der zweiten Hälfte des 19. Jahrhunderts ergibt sich aus der organisatorischen Einteilung als Tifliser und Jerewaner Militärbezirk.
1865 lebten in Georgien etwa 122.600 Armenier. Ihre Zahl wuchs bis 1897 auf 197.000. Die Anzahl der Armenier in Tiflis stieg von 46.700 auf 124.900 Menschen. Allein 68.000 von ihnen waren von der russischen Regierung zwangsumgesiedelt worden. Nach dem Völkermord an den Armeniern in den Jahren von 1915 bis 1917 siedelten sich weitere 100.000 Armenier in Georgien an.

## Architektur
Die Armenier nahmen einen wesentlichen Einfluss auf die Architektur in Georgien. Tiflis besitzt viele Gebäude die von prominenten armenischen Architekten des vergangenen Jahrhunderts entworfen wurden. Viele Bürgermeister und Geschäftsleute in Tiflis waren und sind Armenier, bis in die Gegenwart ist der Ortsteil Avlabari in der Tifliser Altstadt und das Gebiet über die Kura hinweg das armenische Viertel. Viele Villen wurden von maßgebenden Armeniern gebaut und ergänzen so einige der historischen Gebäude in der georgischen Hauptstadt. Ein wichtiges Beispiel für die armenische Präsenz ist das Haus von Melik-Azaryants an der  Rustaweli Allee, einer der Hauptstraßen von Tiflis.
Die Kuppeln der Armenisch-Apostolischen Kirchen sind in allen Stadtteilen zu finden. Zu Beginn des 20. Jahrhunderts gab es in Tiflis 29 armenische Kirchen. Die St.-Marien-Norashen-Kirche ist als Ruine des 1701 gebauten Architekturdenkmals noch vorhanden. Die Mauern von Norashen (die Bedeutung ist neue Konstruktion), wurden mit Fresken von Hovnatan Hovnatanian dekoriert, dem Hofmaler des georgischen Königs Erekles II. Die Kirchen der armenischen Gemeinden verfielen während der Sowjetzeit oder sie werden seither von georgischen Gemeinden genutzt. Zu Beginn des 21. Jahrhunderts sind in Tiflis nur zwei armenische Kirchen aktiv: die St.-Georg-Kirche im alten armenischen Viertel und die Etschmiadsin-Kirche im neuen Teil Avlabaris Etliche armenische Kirchen in Georgien wurden in und nach der Sowjetzeit von den typisch armenischen Architektureigenheiten befreit und dienen heute den georgischen Orthodoxen oder anderen Gläubigen als Gotteshaus.

## Der Krieg von 1918
Mit der Auflösung des Zarentums Russland bildeten sich die beiden Staaten Demokratische Republik Armenien und die Demokratische Republik Georgien. Im Ergebnis des Ersten Weltkrieges waren vom Osmanischen Reich russische Grenzregionen besetzt worden, in Bortschali und Lori lebten vorrangig Armenier und Aserbaidschaner, die Region Dschawachetien wurde gemeinsam von Armeniern und Georgiern bewohnt. Nach dem Abzug der Osmanen beanspruchten beide neu gebildeten Länder diese historisch gemeinsam bewohnten Gebiete. Unter britischer Leitung wurden die Waffenstillstandsverhandlungen geführt. Lori kam so zu Armenien, Dschawachetien zu Georgien und Bortschali wurde gemeinsam verwaltet. Letzteres kam letztlich mit der Einrichtung der Sowjetmacht zur Armenischen SSR.

## Das Zusammenleben
Armenien und Georgien haben eine lange Geschichte der kulturellen und politischen Beziehungen, die bereits im Mittelalter entstand, als sich die beiden Nationen im förderlichen Dialog gegen die sie umgebenden islamischen Reiche befanden. Es kam zu Ehen zwischen armenischen und georgischen Herrscherfamilien und zu Mischungen über die begrenzten Territorien hinweg. In der Sowjet-Zeit wurde die Zusammenarbeit durch die Union der Republiken gefördert und seit der Erringung der Unabhängigkeit beider Staaten sind Gemeinsamkeiten ebenfalls vorhanden und wichtig. Jedoch gab es schon in der Vergangenheit Probleme aus der Tatsache, dass zwar viele Armenier in Georgien, aber kaum Georgier in Armenien leben. Zudem entstehen Spannungen durch die gegenwärtige Lage in der Kaukasusregion, die auch aus Sowjet-Zeit stammen.

## Armenier in Sowjet-Georgien
Nach der Bildung der Georgischen SSR und der Armenischen SSR innerhalb der Sowjetunion entschieden sich die meisten Armenier für den Verbleib in dieser Unionsrepublik und führten hier ein ausreichend erfolgreiches Leben. In den Jahren der Sowjetmacht blieben nationale Differenzen weitgehend aus. Durch die sowjetische Staatspolitik war die Religionsfreiheit für beide christlichen Völker eingeschränkt. Wie in allen Sowjetrepubliken wurden die meisten armenischen Kirchen und Kulturdenkmäler auf georgischem Boden vernachlässigt und geschlossen. Zum Ende der Sowjetära waren in Tiflis noch zwei armenische Kirchen verblieben.

## Armenier in der Republik Georgien

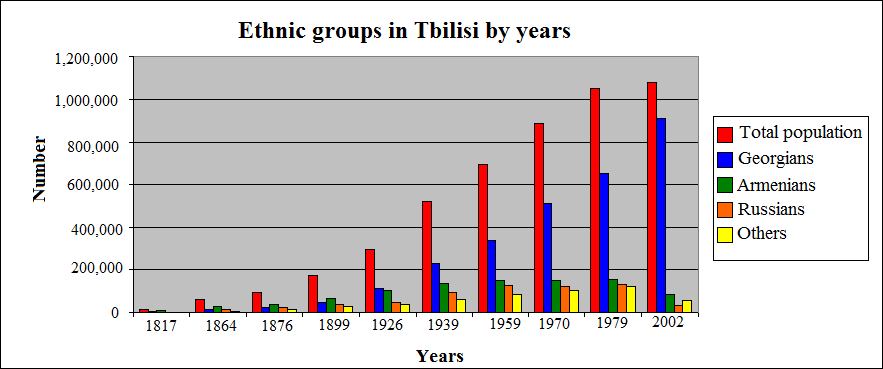
Ethnische Gruppen in Tbilisi nach Jahren.

Mit der Erklärung der Selbständigkeit Georgiens im Jahre 1991 erwarteten die Armenier in Georgien, wie dessen gesamte Bevölkerung, allgemein bessere Lebensbedingungen. Die wirtschaftlichen und die sozialen Bedingungen entwickelten sich in dem neuen Staat jedoch nicht wie erwartet. Mit der neuen Eigenstaatlichkeit von Georgien entstand wiederum eine Tendenz zu georgischem Nationalstolz, was zu Differenzen zwischen ethnischen Armeniern und ansässigen Georgiern führte.

### Armenische Sprache und politisches Leben
Die armenische Sprache wird im öffentlichen Leben unterdrückt. Von Armeniern wurde die Änderung der armenischen Namensendung -yan zu georgischem -ili eingefordert. Wie auch in anderen Nachfolgestaaten der Sowjetrepubliken wurden die Rechte der Russen und der anderen „sowjetischen“ Minderheiten eingeschränkt. Den Armeniern wurden hier vorherige gleiche Rechte auf Arbeit und Bildung genommen. Im Ergebnis wurden die ethnischen Armenier aufgefordert die georgische Sprache zu lernen, um ihre Integration in die georgische Gesellschaft zu schaffen. Es begann in den 1990er Jahren eine Rückwanderung nach Armenien und durch den dortigen Karabachkonflikt die Auswanderung insbesondere nach Russland, aber auch nach Westeuropa.

“Armenians in this region of Georgia should think about learning Georgian instead of how they could replace it with Armenian. Without the knowledge of Georgian Armenians in Georgia will not be able to seek senior and high government position and can not run successful businesses.”

„Die Armenier in der Region Georgien sollten daran denken Georgisch zu lernen, statt es durch Armenisch zu ersetzen. Ohne Kenntnisse des Georgischen sind Armenier in Georgien nicht in der Lage Führungspositionen in den staatlichen Organen anzustreben oder im Geschäftsleben erfolgreich zu sein“

2009 richteten Armenier einen Appell an den armenischen Präsidenten Sersch Sargsjan, indem sie um Unterstützung bei deren Forderungen für
- mehr Autonomie,
- die Anerkennung der armenischen Sprache neben dem Georgischen in den von ihnen bewohnten Gebieten als offizielle Sprache,
- die Freilassung aller aus politischen Gründen inhaftierten Armenier,
- die Zulassung der doppelten Staatsbürgerschaft
- die Wiederherstellung der Kontrolle über armenische Kirchen und andere historische Monumenten, und die Anerkennung und
- Registrierung der armenisch-apostolischen Kirche als Religionsgemeinschaft baten.[10]

### Religion
Armenier in Georgien gehören im Wesentlichen der Armenisch-Apostolischen Kirche an, die bedeutsame Anzahl der Armenischen Katholiken findet sich konzentriert in Samzche-Dschawachetien. Die Armenier Georgiens gehören zur Diözese der Armenischen Apostolischen Heiligen Kirche in Georgien an und unterstehen kirchlich somit dem Katholikat aller Armenier von Edschmidazin mit deren Oberhaupt Bischof Wasgen Mirsachanjan.

### Bildung
In der Hauptstadt Tbilissi bestehen drei ausschließlich armenische Schulen, dazu kommen fünf Schulen, die armenisch-russisch oder armenisch-georgische Lehrprogramme haben. An all diesen Schulen ist armenische Sprache und Literatur im Lehrplan enthalten, beklagt wird dagegen allgemein, dass armenische Geschichte nicht gelehrt wird. Die armenische Regierung hat diese Schulen mit Tausenden von Lehrbüchern gesandt. Beklagt wird jedoch die fehlende Ausstattung an Möbeln und Zubehör, die für die dringlichsten Renovierungsarbeiten benötigt werden.

### Medien
Tbilisi war ein bedeutendes Zentrum der Veröffentlichungen in armenischer Sprache. Besonders ist die Herausgabe der Haratch zwischen 1906 und 1909 durch die „Armenische Revolutionäre Föderation“ zu nennen, deren Herausgeber und Autoren berühmte Namen des politischen und literarischen Lebens sind. Jedoch wurde diese Zeitschrift durch die russischen Behörden bis 1918 durch die Zeitschrift Horizon ersetzt, die von politischen Parteien unabhängig war.
Derzeit ist die armenische Zeitschrift Vrastan zu nennen, die in Tbilisi in Armenisch herausgegeben wird.

### Organisationen

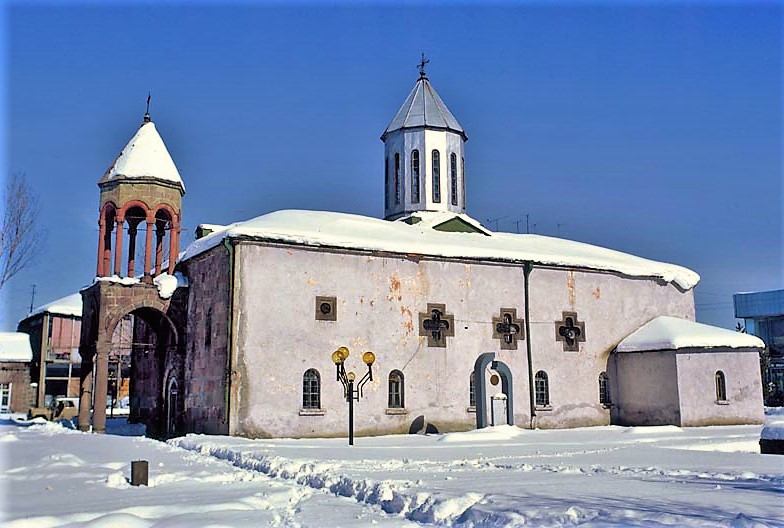
Die armenische Kirche in Achalkalaki

Es gibt eine Anzahl von armenischen Organisationen und Vereinigungen in Georgien unter denen insbesondere sind
- die Vereinigte Demokratische Allianz von Dschawachetien
- die Armenische Gemeinde in Tbilisi und
- das Armenische Kooperationszentrum von Georgien (ACCG)

zu nennen.

### Armenier in Samzche-Dschawachetien

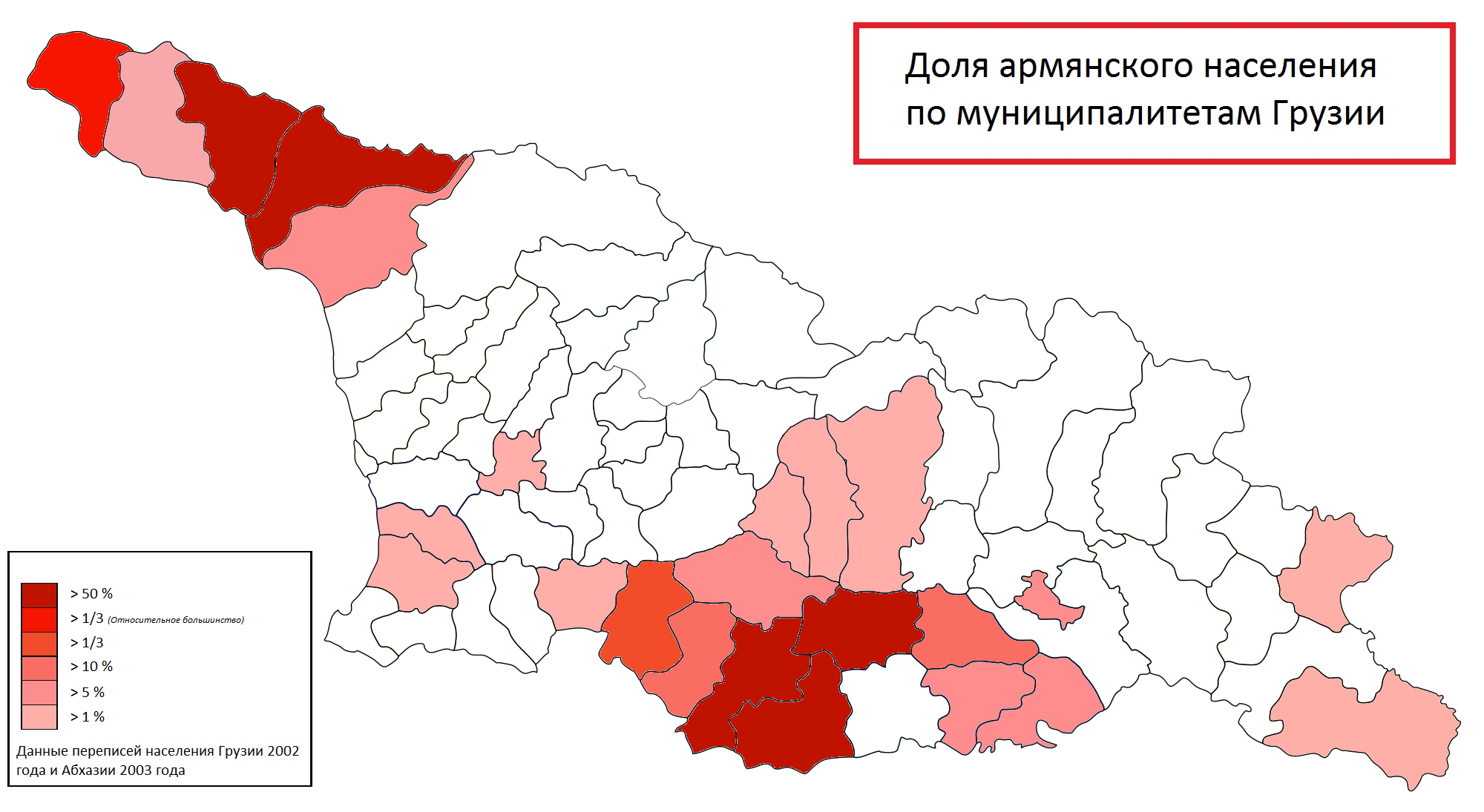
Armenische Bevölkerungsanteile in den Munizipalitäten Georgiens nach der Volkszählung 2002 und in den Rayons des abtrünnigen Abchasiens in der abchasischen Volkszählung 2003. Siedlungsschwerpunkte sind Samzche-Dschawachetien im Süden und Abchasien im Nordwesten.

Ethnische Armenier sind mit 54,5 % die Mehrheit der Bevölkerung in der Region Samzche-Dschawachetien. Die regionale „Vereinigte Demokratische Dschawachetische Allianz“ fordert eine Autonomie innerhalb Georgiens.
Durch diese Region führen die Trassen der Baku-Tiflis-Ceyhan-Ölpipeline und die Südkaukasus-Erdgas-Pipeline genauso wie die geplante Eisenbahnlinie zwischen Baku und Kars, mit der Armenien umgangen würde. Das forderte den Widerspruch der hier lebenden Armenier heraus, die darin eine Unterstützung der wirtschaftlichen Isolierung von Armenien sehen.
In der Region kam es im Oktober 2005 zu Protesten von Armeniern. Die Demonstranten forderten wirtschaftliche Gleichberechtigung und politische Autonomie. Der Protestzug wurde von der Polizei gewaltsamaufgelöst. 2007 demonstrierten Armenier, nach den Worten der Bürgerrechtler sprechen mehr als 90 % der Einwohner der Region nicht georgisch und seien daher benachteiligt im Umgang mit Ämtern.

### Armenier in Abchasien
In der umstrittenen, de facto von Georgien unabhängigen Region Abchasien, stellen Armenier nach Abchasen und knapp hinter den Georgiern die drittgrößte ethnische Gruppe dar. Ende des 19. und im frühen 20. Jahrhundert siedelten Armenier vorzugsweise in Gagra, um Sochumi und Gulripschi. Es ergab sich ein Anteil von 20 % an der Bevölkerung, dieser Zuzug setzte sich zu Sowjet-Zeiten fort. Während der gewalttätigen Auseinandersetzungen mit Georgien seit 1992 unterstützten die Armenier die abchasischen Separatisten.

### Armenier in Adscharien
In Adscharien, der autonomen Republik in Georgien, siedelten kaum Armenier. So bilden die 7.517 Armenier nur eine Minderheit von 2,3 % der regionalen Bevölkerung. Unterteilt nach Religionszugehörigkeit gehören in der Hauptstadt Batumi unter den ethnischen 104.313 Georgiern 63 % der Georgischen Orthodoxen Kirche an und 30 % sind Muslime (etwa 38 %) der damals 393.000, also Adscharen. Nach anderen Quellen sind 50 % Muslime.